# كنيسة السلفادور
تقع كنيسة السلفادور في توليدو، إسبانيا،حيث يرجع تاريخها إلى 1041م أو ربما في وقت سابق
وقد كانت في البداية مسجداً وبالتالي هي موجهة باتجاه الجنوب الشرقي، في اتجاه مكة. نجا هذا المسجد من غزو توليدو من قبل الجيوش الصليبية في عام 1085 حيث تحول إلى كنيسة في عام 1159. وأهم العناصر المميزة للكنيسة هو دعامة جدارية قوطية، مع المنحوتات المتشابكة.

## روابط خارجية
- ائتلاف توليدو
- كنيسة السلفادور (توليدو)